# Майерскаппель
Майерскаппель (нем. Meierskappel) — коммуна в Швейцарии, в кантоне Люцерн. 
Входит в состав округа Люцерн. Население составляет 1146 человек (на 31 декабря 2006 года). Официальный код — 1064.